# Étymologie populaire
L’étymologie populaire est un procédé analogique par lequel le sujet parlant rattache spontanément et à tort un terme ou une expression dont la forme et le sens sont pour lui opaques à un autre terme ou expression mieux compris par lui, mais sans rapport. Par abus de langage, on désigne aussi par « étymologie populaire » l'attitude qui consiste à expliquer l'étymologie des mots à partir de simples ressemblances formelles et apparentes dans sa langue ou dans d'autres, sans utiliser la méthode scientifique mise en place par les philologues et les linguistes.

## Raisons de l'étymologie populaire
L'étymologie populaire s'appuie avant tout sur des ressemblances formelles fortuites entre le signifiant d'un mot et ceux d'autres mots ou radicaux déjà connus ; elle peut laisser ses empreintes dans le lexique d'une langue en modifiant l'orthographe et la prononciation d'un mot ancien mal analysé. D'un point de vue normatif, l'étymologie populaire est une erreur, mais ces « erreurs », de ce type ou d'un autre ont été lexicalisées de sorte que certains mots issus d'une étymologie populaire, ont maintenant le statut de lexèmes « normaux ».
D'un point de vue linguistique, l'étymologie populaire est une volonté comme une autre de rationaliser la langue : en adaptant le signifiant d'un terme devenu inanalysable, elle permet de remotiver un mot, même si le signifié réinterprété est étymologiquement incorrect, ce qui lui donne plus de poids dans la mémoire. Il est en effet plus aisé de mémoriser des termes motivés (que l'on peut analyser en morphèmes, comme maisonnette, dans lequel un locuteur lambda est capable de reconnaître maison et -ette, un diminutif). C'est une forme de nivellement analogique : le mot obtenu par étymologie populaire doit être recréé par imitation d'autres signifiants mieux connus. Le plus souvent, le mot modifié est : 
- un emprunt à une langue étrangère ;
- un mot ancien devenu, à force d'usure phonétique, inanalysable.
- un mot isolé n’ayant pas de famille

## Exemples courants

### Girouette
Un cas d'école est fourni par l'étymologie du mot girouette.
Il apparaît de prime abord comme un mot-valise, composé de girer « tourner » (cf. giratoire) et un élément -rouette, qui peut sembler être une forme tronquée de pirouette (faire la pirouette signifiant « faire volte-face »), voire un rouet, objet qui tourne, basé sur le nom de la roue. Ces sens s'accommodent précisément de ce qui constitue la nature d'une girouette : le fait de tourner.
En réalité, il n'en est rien. Le terme est attesté dans un texte normand : le Roman de Rou de Wace (au XIIIe siècle) wirewire ou wirewite qui est lui-même issu du vieux norrois veðrviti « girouette »  (comme de nombreux termes de la marine ancienne). Il s'agit d'un composé de veðr « temps (météo) » et viti « qui indique », c'est-à-dire « indicateur du temps ». Il n'a donc aucun rapport étymologique avec l'action de tourner. Ce composé pouvait, dans les textes poétiques, désigner par métaphore un navire (pris dans la tempête).
Au XVIe siècle, il est mentionné avec la graphie gyrouete, mais qui reflète déjà la phonétique contemporaine du terme. Cette altération s'est peut-être faite, non pas directement à partir du normand, mais à partir d'un emprunt au dialecte de la Loire guirouée, plus proche phonétiquement du mot français actuel, et qui partage le même étymon norrois avec le mot normand.
Le mot a en effet entretemps été réanalysé : puisque guirouée ne renvoie à aucun morphème connu, il est modifié inconsciemment parce qu'il semble fortuitement composé de gire et rouette « petite roue » ce qui, pour le sens, fonctionne, une girouette traçant bien des cercles (rouette) en tournant (gire).

### Choucroute
De même, choucroute s'analyse a priori comme un composé de chou et de croûte, alors qu'il remonte à Sürkrüt, mot du dialecte alsacien correspondant à l'allemand Sauerkraut, littéralement « chou aigre » (de sauer « aigre » et Kraut « chou ») : il est donc bel et bien question de chou dans l'étymologie réelle, mais cela concerne la seconde partie du mot, non la première. Il est attesté pour la première fois dans le lexique du français sous la forme surcrute (en 1699, suisse romand) puis sorcrotes (en 1739), puis a évolué vers sa forme actuelle à cause de l'influence de chou et de croûte.

### Chat-huant
Le nom de chat-huant qui désigne la chouette hulotte n'a rien à voir avec les félins. Il est issu du latin vulgaire cavannum (accusatif de cavannus), lui-même issu du gaulois cavannos. Ce dernier est devenu chouan en ancien français, avant d'être refait en chat-huant sous l'influence de chat et du verbe huer (à cause du cri de la chouette).

### Capharnaüm
Le nom commun capharnaüm, au sens de « grand désordre », est traditionnellement expliqué comme une allusion à la foule immense qui se pressait autour de la maison où Jésus de Nazareth enseignait dans la cité biblique de Capharnaüm. La description de cette foule figure effectivement dans l'Evangile de Marc. Cependant, à l'origine, l'expression péjorative capharnaüm n'a rien à voir avec le Nouveau Testament. Le mot exact était cafourniau, terme dérivé du latin furnum (accusatif de furnus « four ») et qui désignait en moyen français un débarras. Cafourniau a été refait en capharnaüm sous l'effet d'un rapprochement fautif avec l'épisode biblique mentionné ci-dessus.

### Fainéant
L'orthographe actuelle de l'adjectif fainéant s'explique par l'étymologie populaire qui veut que ce mot soit issu de fait et néant, alors qu'il est en réalité une altération de faignant, ou feignant, participe présent de feindre, au sens ancien de « se dérober (à la tâche), rester inactif ».

### Se pavaner
Le verbe se pavaner et le nom commun dont il dérive, la pavane, sont souvent associés à l'idée du paon qui exhibe fièrement sa roue pour attirer les femelles. Pourtant, ils n'ont rien à voir avec cet oiseau. Pavane (et, par extension, se pavaner) ne provient pas du latin pavonem (accusatif de pavo, "paon"), mais de l'italien dialectal danza pavana. Ce dernier correspond à l'italien standard danza padovana et signifie "danse de Padoue" (Padova en italien, issu du latin Padus, le Pô).

### Forcené
Le terme s'écrivait auparavant forsené (il y avait aussi un verbe forsener, d'où le verbe, rare, forcener).
Dans ce cas, l'étymologie populaire n'a provoqué aucun changement phonétique. Si elle est avant tout graphique, les francophones associent, tout de même, forsené à force- de manière intuitive. On peut noter au passage qu'il n'existe aucun suffixe -né dans la langue française. Ce vocable est issu en réalité de deux éléments : le préfixe for- (cf. forban, fourvoyer, anciennement forvoyer, formariage, etc.) qui passe pour un croisement des affixes d'origine latine for(i)s « dehors » et germanique *fir-, dépréciatif et négatif dans cette acception.
Le second élément est un terme d'ancien français sen (d'origine germanique *Sinnu) qui avait certaines des significations du mot « sens » (lui d'origine latine). On le rencontre également dans le terme assener ou asséner (voir pour l'aspect sémantique notamment la locution « assener des vérités »). Le préfixe for- étant rare et le mot sen s'étant perdu, le francophone aura tout naturellement tendance à recréer une étymologie factice.

### Fou (échecs)
La pièce du jeu d'échecs que l'on appelle le fou n'a aucun rapport avec les bouffons médiévaux. Son nom dérive de l'arabe classique alfil, qui signifie "éléphant". En effet, dans la version originelle du jeu d'échecs conçue en Inde, cette pièce représentait un éléphant. Entré en français par l'intermédiaire de l'ancien espagnol, alfil a d'abord été simplifié en fil, puis ce dernier a été refait en fol par assimilation abusive avec le mot fol issu du latin follis ("ballon" et, par extension, "malade mental qui erre de-ci de-là"). Le jeu de l'étymologie populaire a ensuite entraîné l'assimilation de la pièce d'échecs à un bouffon.

### L'an quarante
L'expression populaire S'en moquer comme de l'an quarante est traditionnellement expliquée comme une invention des royalistes sous le Directoire et le Consulat, l'an quarante étant la quarantième année du calendrier républicain, que les partisans de la monarchie espéraient ne jamais voir advenir. Cependant, il s'agit là encore d'une étymologie populaire. En réalité, S'en moquer comme de l'an quarante procède de l'altération de S'en moquer comme de l'Alcoran (c'est-à-dire comme du Coran), expression apparue en France au XIIIe siècle à la suite des Croisades.

### Moukère
Comme il est issu du pataouète, l'ancien argot des Français d'Algérie, le terme familier moukère est souvent considéré comme un mot d'origine arabe. Sa première syllabe en mou-, apparemment proche de celle qu'on trouve dans plusieurs noms arabes (Mustafa, moudjahid, etc.), semble conforter cette idée. Cependant, il n'en est rien. Moukère dérive de l'espagnol mujer ("femme"), lui-même issu du latin mulierem (accusatif de mulier, "femme").

### Mousmé
L'expression familière mousmé, utilisée pour désigner une femme, est souvent perçue comme un mot arabe, qui serait entré en français par l'intermédiaire du pataouète et qui serait apparenté étymologiquement à moukère,. Là encore, il s'agit cependant d'une pure étymologie populaire. Mousmé dérive du japonais musume ("jeune fille") et a été introduit en français par l'écrivain Pierre Loti, dans son roman Madame Chrysanthème qui se déroule au Japon. Les idées fausses sur l'origine de mousmé ont été entretenues par la proximité phonétique avec moukère et par le fait que ce mot reflète une transcription du japonais abandonnée depuis la généralisation de la Méthode Hepburn, ce qui ne permet plus de reconnaître son ascendance japonaise.

## Fausses étymologies populaires
Les exemples suivants concernent des cas où des linguistes et grammairiens ont cru repérer des étymologies populaires, là où il n'y en avait pas réellement.

### Remède de bonne femme
L'idée que l'expression remède de bonne femme procèderait en fait de « remède de bonne fame » a été développée en 1973.[réf. nécessaire] L'ancien français fame désignait effectivement la « renommée » (cf. mal famé, du latin fama). Cette explication apparait une fois. On peut aussi le rapprocher de l'italien bona fame, littéralement « de bonne réputation ». Cette étymologie n'a jamais été avérée[réf. nécessaire], et est contestée par un professeur de français[Qui ?] qui lui préfère largement le sens donné par Pierre Larousse : « des remèdes populaires ordonnés et administrés par des personnes étrangères à l'art de guérir  ». Cet emploi historique se retrouve dans les dictionnaires depuis le XVIIIe siècle et dans un texte de Nicolas Alexandre publié en 1714, La Médecine et la Chirurgie des Pauvres, et correspond bien au sens bonne femme que l'on retrouve aussi dans « conte de bonne femme ».
Une autre piste en faveur de cette étymologie est la correspondance avec les expressions comparables dans des langues étrangères. L'anglais dit ainsi old wives' remedy (remède de vieille femme) ce qui concorde d'ailleurs avec le sens de « femme âgée » qui était attribué, parmi d'autres, à « bonne femme » par la quatrième édition du D.A.F. (1762).
Cette querelle sur l'étymologie correcte de l'expression est ancienne, puisqu'en 1913 déjà, dans La Chronique médicale, un auteur se posait la question : « Je serais curieux d'avoir celui de confrères, lecteurs de la Chronique. D' E. Fléchi (Rennes). Doit-on écrire Remède de bonne femme ou de bonne famé ? — Famé venant de fama, renommée, quand on parle d'un « remède de bonne famé » […] » tandis que la même année, L'Intermédiaire des chercheurs et curieux se posait la question inverse : « Le « remède de bonne femme » apparaîtrait alors comme un  « remède de bonne famé » , donc tout le contraire de « mal famé » et devrait être... restitué à la médecine d'antan, cette même médecine qui, aujourd'hui, le honnit. Mais, motus ! ».
Un intervenant ultérieur de la même revue donne tort en 1992 à son prédécesseur et à l'un de ses contemporains dans ces termes : « Pour autant, devrions-nous écrire remède de bonne famé comme nous le dit Jean Olivaux (1991/492), faute de quoi nous ne serions que des profanes ? Je ne le crois pas du tout ! […] ». Plus près de nous, le linguiste Jean-François Sabayrolles, dans Enjeux du jeu de mots: Perspectives linguistiques et littéraires plaide pour une déformation paronymique « avec [une] étymologie dite « populaire » par pseudomotivation » lors de la « réinterprétation de fame, renommée, disparue en femme, homophone hétérographe : remède de bonne fame → femme ».

### Potron-minet
Potron-minet est un autre exemple d'expression où on a cru discerner, de manière abusive, une étymologie populaire. Au milieu du XIXe siècle, le grammairien Émile Littré faisait descendre potron-minet de paître au minet : l'expression aurait désigné l'heure où le chat se met en chasse pour se nourrir. Cette explication est cependant totalement erronée. En réalité, potron-minet est issu du moyen français poitron (« fesses, derrière »), lui-même issu du latin vulgaire posterionem (accusatif de posterio) et de minet : cette expression signifie littéralement « dès l'heure où l'on peut voir le derrière du chat ». Elle est d'ailleurs la réfection d'une expression plus ancienne, poitron-jacquet, qui faisait allusion à l'écureuil (jacquet en moyen français).

### Vache espagnole
L'expression familière Parler français comme une vache espagnole (c'est-à-dire parler très mal français) est souvent présentée comme un exemple d'étymologie populaire. Selon la thèse la plus répandue, elle dériverait de Parler français comme un Basque espagnol. La transformation de Basque en vache se serait faite par l'intermédiaire du mot gascon vaco ("vache"), ce dernier étant prononcé "baco" avec un "B" à l'initiale (le gascon étant en effet une langue à bêtacisme, à l'instar de l'espagnol).
Cependant, bien qu'elle ne soit pas impossible, cette thèse de l'étymologie populaire n'est pas absolument certaine et doit être traitée avec prudence. En effet, alors que l'expression Parler français comme une vache espagnole est attestée dans les dictionnaires et les lexiques depuis le XVIIe siècle (avec la variante Parler latin comme une vache espagnole), on ne trouve avant cette date aucun ouvrage écrit attestant de la forme Parler français comme un Basque espagnol. En outre, l'usage insultant de vache pour désigner un être humain est attesté en français dès 1640 : le mot désignait à cette époque une femme aux mœurs légères. Il est possible que l'expression ait été dès l'origine Parler français comme une vache espagnole et qu'elle ait signifié initialement "Parler français comme une garce espagnole" (ou "comme une vilaine Espagnole"). 

## Fautes liées à l'étymologie populaire
L'étymologie populaire permet aussi d'expliquer certaines erreurs non lexicalisées, comme la modification de rémunération en *rénumération par certains locuteurs. Le radical latin muner- (dans re-muner-atio), signifiant « don », n'étant pas très productif en français, le mot est réinterprété comme un dérivé de numération, le radical numér- étant, de loin, plus fréquent. On retrouve cela avec le mot infarctus (du latin infarcio, bourrer, remplir), souvent transformé en infractus (-farct- formant une syllabe peu commune en français et fractus renvoyant au mot courant fracture) ; avec le mot *rebourratif à la place de roboratif (par influence de bourratif) ; ou encore avec l'adjectif fautif *carapaçonné à la place de caparaçonné (sous l'influence de carapace, alors que caparaçonné dérive du vieux mot caparaçon). En fait, le mot étant alors lié par la mémoire à un radical connu, il devient plus facile à retenir et utiliser. Pourtant, *rénumération, *infractus, *rebourratif et *carapaçonné sont encore considérés comme des erreurs.

## Jeux de mots
Les fausses attributions étymologiques, qu'elles soient commises par des adultes ou des enfants, sont une puissante source d'inspiration pour les humoristes qui en tirent des jeux de mots. Pour reprendre l'exemple de l'infarctus, celui-ci a pu être déformé en La Fracture du myocarde, titre d'un film reprenant l'expression supposée des enfants héros du film, ou encore déformé en « un cactus dans le myocarde » dans Hara-Kiri. Dans une veine similaire, on peut aussi évoquer l'assimilation fréquente, en français populaire, du titre de Führer porté par Hitler avec le mot français fureur, à cause de la violence du régime nazi. Cette assimilation a donné lieu à plusieurs jeux de mots dans les médias, comme Hitler faisait fureur (titre d'un article du quotidien Libération) ou Le Führer qui fait fureur dans le numéro 700 de Pilote. En réalité, Führer signifie simplement « guide, dirigeant, conducteur » en allemand et n'a aucun rapport avec la fureur (celle-ci se disant Wut). Enfin, un cas bien connu de plaisanteries liées à l'étymologie populaire est le rapprochement abusif entre le nom de Pierre Cauchon, le juge de Jeanne d'Arc, et le cochon (le nom de famille Cauchon est en réalité issu du nom commun normanno-picard cauchon, correspondant à chausson en français standard).